# Vung Tau

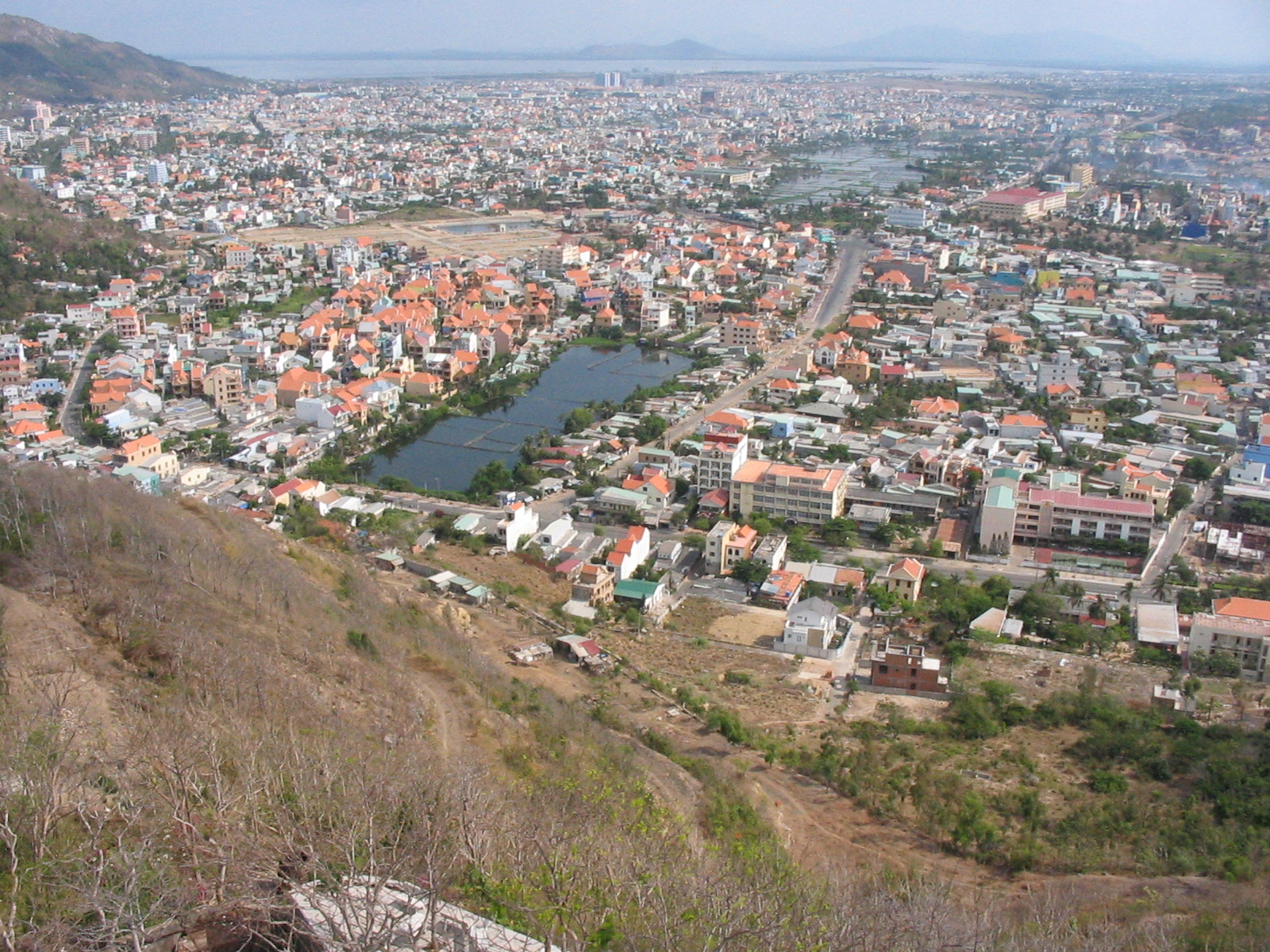
Vy över Vung Tau.

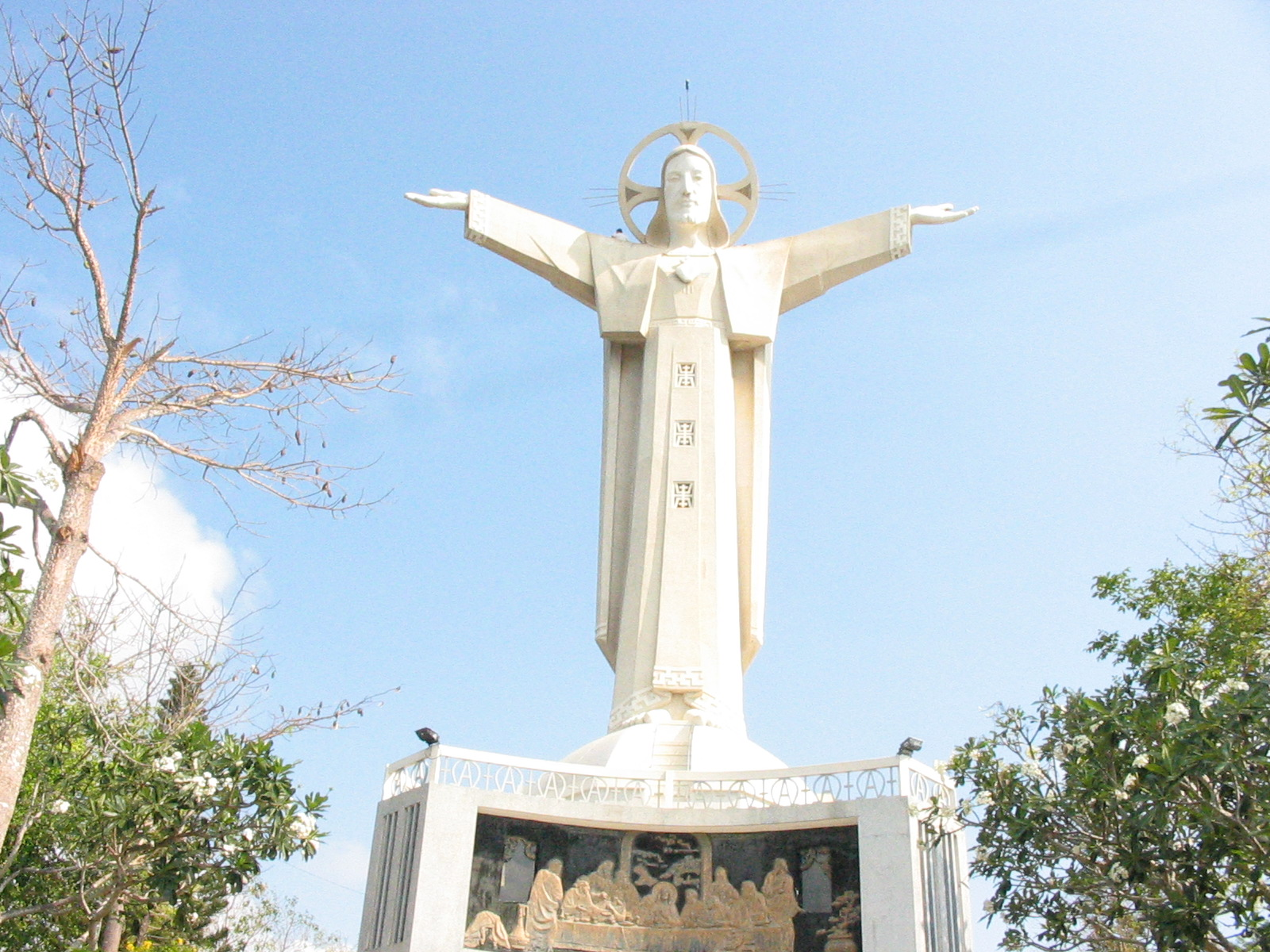
Vung Tau.

Vung Tau (på vietnamesiska Vũng Tàu, tidigare Cap Saint-Jacques) är en stad i Vietnam och huvudstad i provinsen Ba Ria-Vung Tau. Kuststaden Vung Tau är belägen cirka 120 kilometer sydost om Ho Chi Minh-staden. Folkmängden uppgick till 296 237 invånare vid folkräkningen 2009, varav 282 415 invånare bodde i själva centralorten.
Vung Tau är centrum för oljenäringen i Vietnam. Staden är också en populär turistort för invånare i Ho Chi Minh-staden vilka kan nå orten via båt på cirka 1,5 timme.